# Бур (Аватар: Легенда об Аанге)
«Бур» (англ. The Drill) — тринадцатый эпизод второго сезона американского мультсериала «Аватар: Легенда об Аанге».

## Сюжет
Бур нации Огня приближается к Великой стене Ба-Синг-Се. Внутри него находятся Азула, Мэй, Тай Ли и их подчинённые, среди которых военный министр. Мэй и Тай Ли отправляются разобраться с магами земли, которые подошли к буру. Аанг встречается со своими друзьями и показывает им бур. Они приходят к генералу Сунгу, но он говорит, что всё под контролем, потому что отправил свой лучший отряд уничтожить машину. Однако их побеждают Мэй и Тай Ли. Теперь задача на спасении стены города от бура лежит на команде Аватара. Тем временем дядя Айро и Зуко берут билеты на вокзале, чтобы доехать на поезде до Ба-Синг-Се. Джет хочет, чтобы Зуко присоединился к его банде. В лазарете Катара узнаёт, что Тай Ли лишила солдат сил, ударяя их по внутренним болевым точкам, и тогда команде приходит идея уничтожить бур также, изнутри.
Тоф образует песчаное облако, и команда подбирается к буру. Аанг, Катара и Сокка проникают в него, а Тоф остаётся на земле. Сокка устраивает саботаж, и когда работник приходит чинить его, Катара замораживает ремонтника, и команда заполучает чертёж бура. Они решают подпилить балки бура, чтобы уничтожить его. Зуко общается с Джетом, а дяде Айро дают холодный жасминовый чай. Когда Джет отходит с его племянником, то получает отказ в присоединении к банде, а затем видит, что из чая Айро идёт пар. После Зуко ругает дядю за то, что тот разогрел чай, а Джет теперь что-то подозревает. Аанг и Катара долго пилят балку магией воды. Когда они заканчивают, та лишь немного съезжает, а бур достигает стены Ба-Синг-Се. Аватар решает, что остальные балки нужно лишь слегка подпилить, а затем нанести решающий удар сверху. Военный министр и отряд Азулы получают рапорты о саботажах, и Мэй, Тай Ли и принцесса отправляются на место происшествия. Они встречают Аанга и его друзей, и команда Аватара убегает. Аанг говорит Сокке и Катаре уходить, а сам идёт в другую сторону. Брат и сестра прыгают в канаву с переработанной буром землёй. Мэй не хочет туда лезть, и Тай Ли преследует Сокку и Катару одна.
Оказавшись наружи, Катара магией воды не позволяет грязи выливаться дальше, оставляя Тай Ли в буре и устраивая на машину давление. Аанг просит генерала прекратить обстрел бура камнями, но военачальник приказывает не останавливаться. Тоф приходит и помогает Катаре заткнуть дыру бура. Аватар режет металлический верх бура, и на него нападает Азула. В ходе битвы она побеждает Аанга, а бур пробивает стену Ба-Синг-Се. Когда принцесса собирается добить Аватара, он приходит в себя и справляется с ней. Азула поскальзывается на вырвавшихся отходах и падает с бура, успевая зацепиться за него. Аанг, тоже упавший, возвращается на верх бура и использует камень и магию воздуха, чтобы нанести последний удар. Азула не может ему помешать, и Аватар уничтожает бур. Джет рассказывает своей банде, что Ли и Муши (Зуко и Айро под фальшивыми именами) из племени Огня, потому что старик сам разогрел чай, и все они садятся на поезд. Команда Аватара радуется победе.

## Отзывы

Динамика оценок IGN к эпизодам 2 сезона мультсериала

Макс Николсон из IGN поставил эпизоду оценку 9 из 10 и написал, что «серия до сих пор остаётся актуальной и представляет собой одно из самых „захватывающих“ приключений в Книге Второй». Критику «было весело снова видеть Мэй и Тай Ли в действии, особенно последнюю, которая одолела весь отряд Терра [генерала Сунга] с помощью своей техники блокировки ци». Ещё одним отличным моментом эпизода рецензент назвал объединение Тоф и Катары для затычки дыры бура, «поскольку их динамика обычно заключается в том, что они ругаются». Николсону также понравилось, что Джет узнал правду о Зуко и Айро.
Хайден Чайлдс из The A.V. Club написал: «Я действительно не возражаю против того, чтобы некоторые лица в художественных работах делали более похожими на стиль аниме, но то, как они рисуют глаза Смеллерби, весьма тревожит». Критик назвал «вишенкой на торте» тот факт, что план Катары по затычке бура также нейтрализовал и Тай Ли. Рецензент похвалил возвращение Джета в последних сериях, посчитав, что оно «прошло хорошо», и написал, что «очень взволнован тем, к чему приведёт его сюжетная линия».
Screen Rant поставил серию на 7 место в топе лучших эпизодов 2 сезона мультсериала по версии IMDb, а сайт CBR дал ей 6 место в таком же списке.
Джанкарло Вольпе получил премию «Энни» в категории «Лучшая режиссура в анимационном телепроекте» за этот эпизод.